# Cylindromyia westralica
Cylindromyia westralica là một loài ruồi trong họ Tachinidae.